# فرودگاه منطقه‌ای مید-استیت
فرودگاه منطقه‌ای مید-استیت (به انگلیسی: Mid-State Regional Airport) یک فرودگاه است . این فرودگاه در کشور ایالات متحده آمریکا قرار دارد .